# Ioan Demetrescu
Ioan S. Demetrescu (n. 30 septembrie 1883 - d. ?) a fost un general român care a luptat în cel de-al Doilea Război Mondial.
Grade: sublocotenent - 01.07.1903, locotenent - 10.05.1909, căpitan - 01.11.1913, maior - 01.04.1917, locotenent-colonel - 01.04.1919, colonel - 1926, general de brigadă - 16.10.1935, general de divizie - 08.06.1940.
A fost înaintat la gradul de general de divizie cu începere de la data de 8 iunie 1940.